# Comatulida
Comatulida — ряд морських лілій. Представники цього ряду не мають стебел на дорослій стадії розвитку. Ротовий отвір розташований вгорі і знаходиться в оточенні п'яти променів. Comatulida живуть на морському дні і на рифах в тропічних і помірних водах.

## Опис
Як і інші голкошкірі, коматуліди мають радіальну симетрію у дорослому стані, хоча личинки мають двобічну симетрію. Наприкінці свого розвитку, личинки прикріплюються до морського дна за допомогою стебла. Чашечка компактна, округлої форми і утворена розташованими радіально п'ятикутними пластинками. У чашечці по центру розташований рот, анус з боку, тому кишечник набув U-подібної форми.
Є п'ять довгих, деколи розгалужених променів. Кожен з них поділяється на гілочки (пір'їнки). Промінь тендітний, і якщо його віддірвати, то виросте принаймні два на цьому місці. Промені складаються з скелетних елементів, що утримуються разом за допомогою зв'язок, вони є дуже гнучкими і можуть згортатись.

## Спосіб життя
Багато коматулід живуть в щілинах, під коралами або усередині губок, залишаючи видимими тільки промені. Деякі полюють вночі. Багато видів можуть «ходити» по дну, піднімаючи своє тіло на променях. Багато можуть також плавати, але більшість веде, в основному, прикріплений спосіб життя.

## Систематика
Всесвітній реєстр морських видів містить наступні підряди, надродини і родини в Comatulida:
- Підряд Bourgueticrinina
  -     - Родина Bathycrinidae
    - Родина Bourgueticrinidae
    - Родина Phrynocrinidae
    - Родина Porphyrocrinidae
    - Родина Septocrinidae

- Підряд Comatulidina
  - Надродина Antedonadea
    - Родина Antedonidae
    - Родина Pentametrocrinidae
    - Родина Zenometridae

  - Надродина Atelecrinadea
    - Родина Atelecrinidae

  - Надродина Comasteradea
    - Родина Comasteridae

  - Надродина Comatulidina incertae sedis
  - Надродина Mariametradea
    - Родина Colobometridae
    - Родина Eudiocrinidae
    - Родина Himerometridae
    - Родина Mariametridae
    - Родина Zygometridae

  - Надродина Notocrinadea
    - Родина Aporometridae
    - Родина Notocrinidae

  - Надродина Tropiometradea
    - Родина Asterometridae
    - Родина Calometridae
    - Родина Charitometridae
    - Родина Ptilometridae
    - Родина Thalassometridae
    - Родина Tropiometridae

- Підряд Guillecrinina
  -     - Родина Guillecrinidae